# Cộng đồng dân cư
Cộng đồng dân cư là một cộng đồng người, thường là thị trấn nhỏ hoặc một thành phố, thành phần hầu hết bao gồm các cư dân, đối lập với các trang thiết bị công nghiệp và/hoặc kinh doanh thương mại, trong đó cả ba đối tượng này đều được xem là ba dạng thức sở hữu chính của một cộng đồng điển hình.
Cộng đồng dân cư là các cộng đồng điển hình trong việc hỗ trợ nhiều hơn cho các khu công nghiệp hoặc thương mại bằng lực lượng người tiêu dùng và người lao động. Sở dĩ có hiện tượng này có lẽ vì một số người không thích sống ở khu đô thị hoặc khu công nghiệp, nhưng không phải môi trường ngoại ô hoặc nông thôn. Vì lý do này, chúng còn được gọi là thị trấn dân lao động bên ngoài, thị trấn ngủ nghỉ hoặc thị trấn người đi làm bằng vé tháng.
Một ví dụ về cộng đồng dân cư có thể kể đến một thị trấn hoặc một thành phố nhỏ nằm bên ngoài một thành phố lớn hơn, hoặc là một thị trấn lớn nằm gần một thành phố/thị trấn nhỏ hơn nhưng là khu trung tâm công nghiệp hoặc thương mại, lấy ví dụ khu Đài Đầu ở trấn Cao Thôn, quận Vũ Thanh, thành phố Thiên Tân, Trung Quốc.

## Tại Trung Quốc
Tại nước Cộng hòa Nhân dân Trung Hoa, một xã khu (giản thể: 社区; phồn thể: 社區; bính âm: shèqū), hay còn gọi là đơn vị dân cư hay tiểu khu (giản thể: 小区; phồn thể: 小區; bính âm: xiǎoqū), hoặc là khu dân cư (giản thể: 居民区; phồn thể: 居民區; bính âm: jūmínqū), hoặc khu cư trú (giản thể: 居住区; phồn thể: 居住區; bính âm: jūzhùqū), là một khu dân cư đô thị và các cư dân do một nhai đạo (giản thể: 街道办事处; phồn thể: 街道辦事處; bính âm: jiēdàobànshìchù; Hán-Việt: nhai đạo biện sự xứ) quản lý. Các cộng đồng người được tổ chức chung xung quanh một địa bàn gồm từ 100 đến 700 hộ gia đình.